# Ctenoplusia tarassota
Ctenoplusia tarassota är en fjärilsart som beskrevs av George Francis Hampson 1913. Ctenoplusia tarassota ingår i släktet Ctenoplusia och familjen nattflyn. Inga underarter finns listade i Catalogue of Life.